# Isoneuromyia semirufa
Isoneuromyia semirufa är en tvåvingeart som först beskrevs av Johann Wilhelm Meigen 1818.  Isoneuromyia semirufa ingår i släktet Isoneuromyia och familjen platthornsmyggor. Enligt den finländska rödlistan är arten nära hotad i Finland. Arten är reproducerande i Sverige. Artens livsmiljö är naturmoskogar. Inga underarter finns listade i Catalogue of Life.